# Angerona corylaria
Angerona corylaria är en fjärilsart som beskrevs av Carl Peter Thunberg 1784. Angerona corylaria ingår i släktet Angerona och familjen mätare. Inga underarter finns listade i Catalogue of Life.